# 3142 Kilopi
A 3142 Kilopi (ideiglenes jelöléssel 1937 AC) a Naprendszer kisbolygóövében található aszteroida. André Patry fedezte fel 1937. január 9-én.